# گراهام زوسی

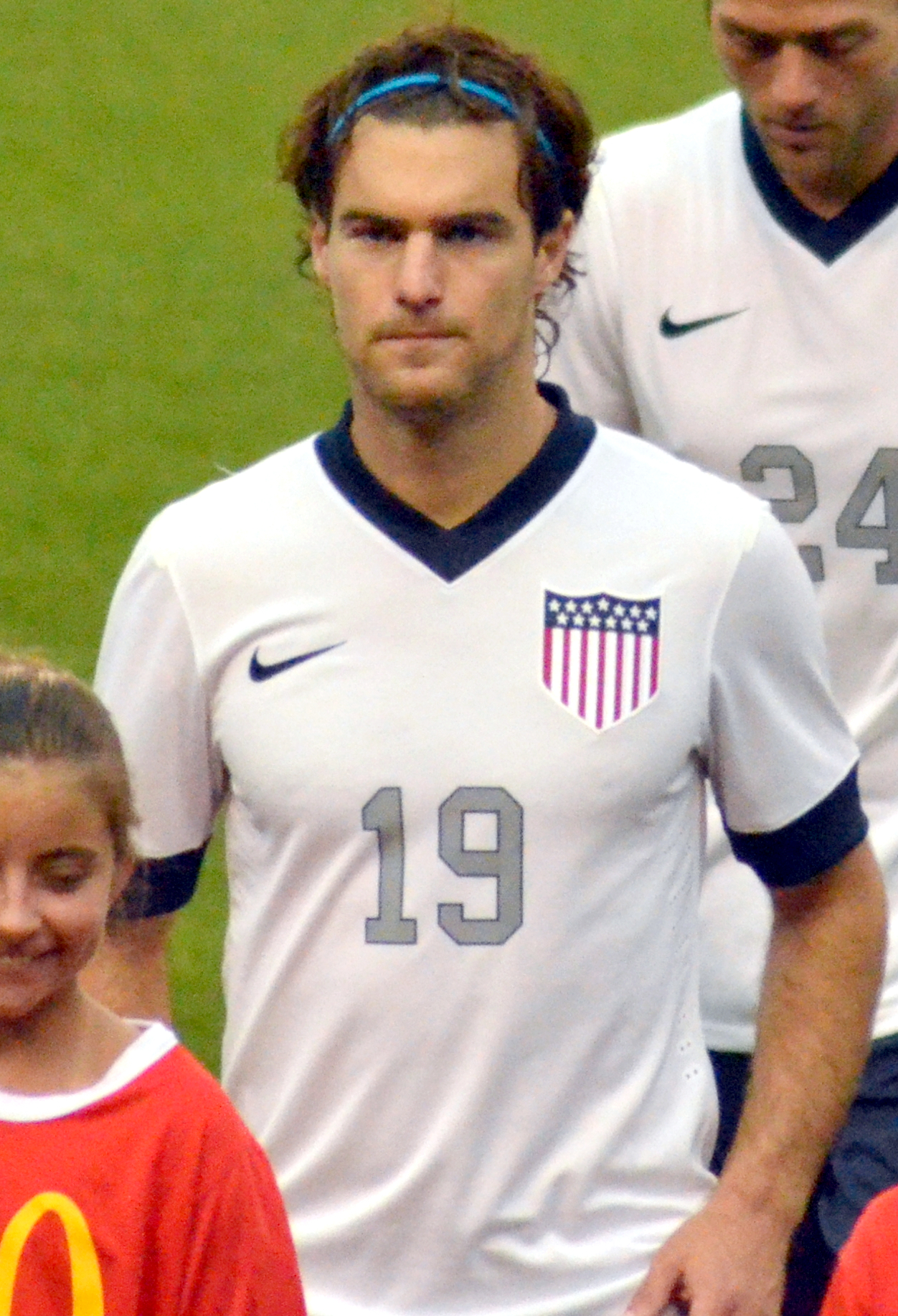

گراهام زوسی (Graham Zusi) بازیکن فوتبال اهل آمریکا است. او ملی پوش تیم ملی فوتبال ایالات متحده آمریکا نیز بوده‌است.
او هم‌اکنون بازیکن باشگاه اسپورتینگ کانزاس سیتی است.